# فرودگاه شهری بروکن باو
فرودگاه شهری بروکن باو (به انگلیسی: Broken Bow Municipal Airport) یک فرودگاه همگانی بهره‌برداری هوایی با کد یاتا BBW است که یک باند فرود بتن دارد و طول باند آن ۱۲۸۱ متر است. این فرودگاه در شهر بروکن باو، نبراسکا کشور ایالات متحده آمریکا قرار دارد و در ارتفاع ۷۷۶ متری از سطح دریا واقع شده‌است.